# Weingut Jamek

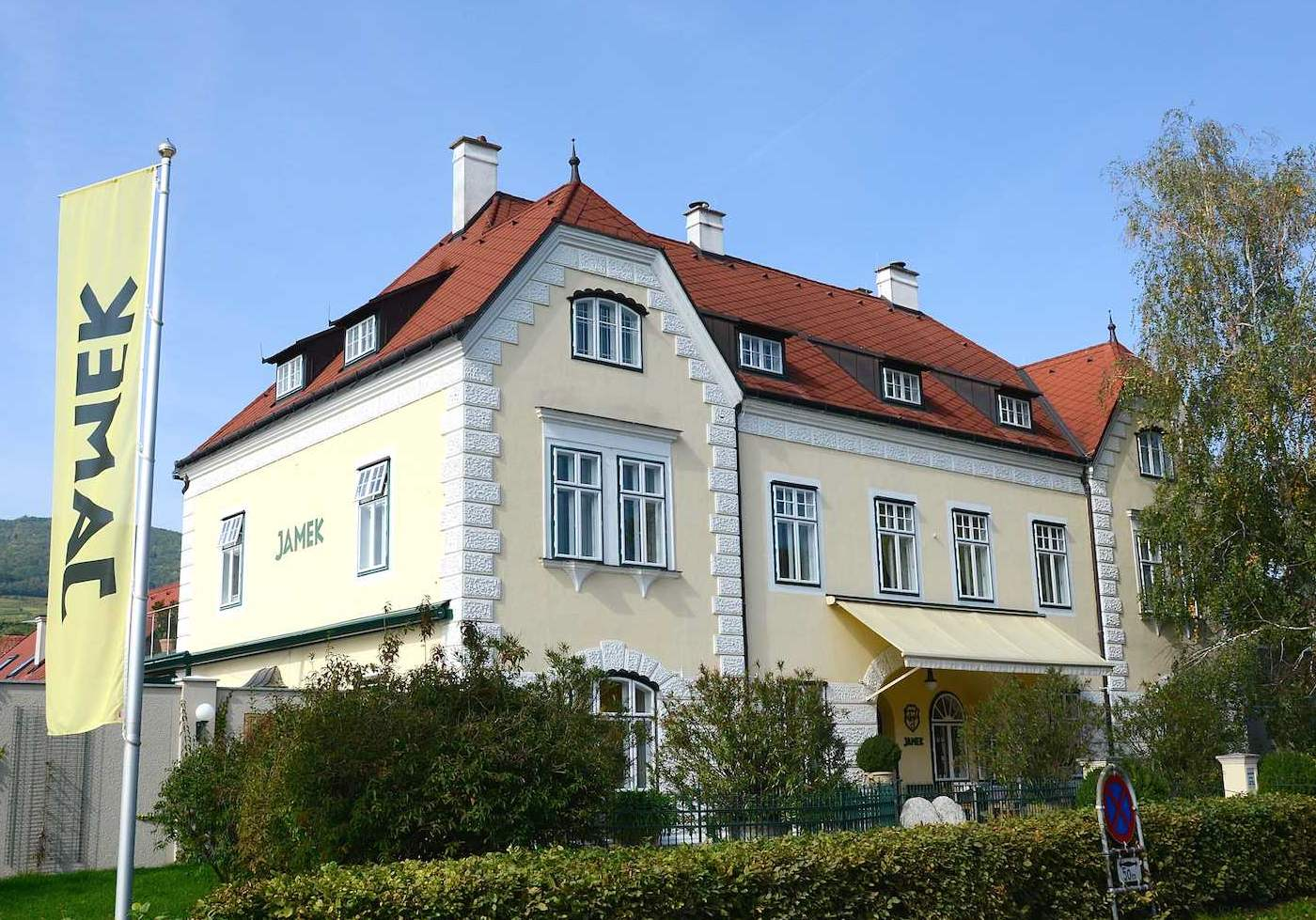
Weingut und Restaurant Jamek

Das Weingut Jamek in Joching ist ein österreichisches Weingut im Weinbaugebiet Wachau in Niederösterreich.
Das Weingut besteht seit 1910. Josef Jamek (1919–2011) zählte nach dem Zweiten Weltkrieg zu den Pionieren des Wachauer Weinbaus und war mit Franz Prager der Wegbereiter für trockenen Spitzenweißwein in der Wachau. Er hat in den 1950er-Jahren mit trockenen, naturbelassenen Weißweinen, die Renaissance der österreichischen Weinkultur eingeleitet. Jamek stand mit seinen Ideen Pate für die Vinea Wachau Nobilis Districtus und galt als Doyen der Wachau.
Von 1996 bis 2012 wurde das Weingut von Jameks Tochter Jutta und seinem Schwiegersohn Hans Altmann geleitet. Im Jahr 2012 haben Julia und Herwig Jamek die Führung übernommen. Die Rebfläche beträgt 25 Hektar, zu 85 % mit weißen Rebsorten, hauptsächlich Grüner Veltliner und Rheinriesling bestockt. Die jährliche Produktion beträgt 225.000 Flaschen. Die bekanntesten Weine sind der Grüne Veltliner aus der Lage Achleiten sowie der Rheinriesling Klaus. Die Trauben werden gänzlich mit selektiver Handlese geerntet, vergären im Edelstahlbehälter mit eigenen Hefen bis zum natürlichen Stillstand der Gärung. Danach erfolgt der Ausbau der vom Terroir geprägten Weine im großen Holzfass. Der Weinbau ist konventionell ausgerichtet.
Daneben werden die Besitzungen des Benediktinerstiftes Melk mit einer Rebfläche von 6 ha in Wösendorf seit 1979 bewirtschaftet. Diese Weingärten sind u. a. mit den Rebsorten Weißburgunder und Spätburgunder bepflanzt.

## Auszeichnungen
- 2016: Vinaria Trophy in Gold[4]